# 张力 (音乐)
在音乐的范畴里，张力（英語：tension）是指音乐在听众的心中创造的一种感觉，其主要表现为对于放松或者释放的期待。张力有可能通过反复、渐强、渐进至更高或更低的音调或者通过和谐音与不和谐音之间的切分音体现出来。
对音乐感知的实验表明，人们可以感知到音乐中的张力和情绪的强度。
通过音乐分析，人们可以发现张力与释放之间的平衡。然而这是（主观地）由“音乐风格分析家感兴趣的”对比点决定的。这种分析可以在不同的的层面，甚至是互相矛盾的层面进行。这是因为不同的音乐元素，例如合声，可以制造不同层面上的张力。
音乐的进行就是从基态（完全放松的状态）逐渐逐渐增加张力，当音乐到达高度紧张的状态（张力极点）时，迅速释放，使张力降为最低，这一释放的过程，被称作音乐的解决。音乐的发展就是在这种张力的增加与解决的交替中产生的。